# NRhZ-Online
Die NRhZ-Online – Neue Rheinische Zeitung ist ein im August 2005 gegründeter Blog aus Köln. Redakteur und Herausgeber war Peter Kleinert. Nach dessen Tod im Jahr 2016 übernahmen Anneliese Fikentscher und Andreas Neumann die Herausgeberschaft und machten es zu einem verschwörungs-ideologischen und antisemitischem Querfront-Medium.

## Anspruch und Ausrichtung
Mit der Wahl des Titels soll an die von 1848 bis 1849 durch Karl Marx in Köln redigierte kommunistisch-sozialistische Neue Rheinische Zeitung angeknüpft werden. Die Autoren erhalten nach Angaben Kleinerts aus dem Jahr 2010 kein Honorar.
Der Blog gilt als antiamerikanisch und antizionistisch geprägt. Im jüdischen Online-Magazin haGalil wird er als „Mischung aus veritablem Antisemitismus, verstaubtem Antikapitalismus und Verschwörungstheorien“ charakterisiert. Die Grundausrichtung der NRhZ weist Grundzüge des Querfront-Ansatz auf.

## Kölner Karls-Preis
Die NRhZ-Online vergibt seit 2008 den Kölner Karls-Preis für engagierte Literatur und Publizistik. Dieser werde laut Anna Lehmann (taz) „vor allem [an] Personen aus dem antiisraelischen und antiamerikanischen Spektrum“ vergeben. Dieser „Karlspreis“ ist laut NRhZ-Online nach Karl Marx benannt und mit knapp 200 Euro dotiert. Der Name des Preises kann mit dem deutlich höher dotierten und renommierten Aachener Karlspreis verwechselt werden. Der Journalist Matthias Meisner ordnet diese Verwechslungsgefahr als „durchaus beabsichtigt“ ein.
Preisträger waren:
- Werner Rügemer (2008)[11]
- Wolfgang Bittner (2010)[12]
- Rolf Gössner (2012)[12]
- Evelyn Hecht-Galinski (2014)[13]
- Ken Jebsen (2017) 1
- Sabiene Jahn und Julian Assange (2020)
- Michael Ballweg (2023)

## Kontroversen

### Verschwörungstheorien um NSU-Morde
Im Oktober 2012 veröffentlichten die heutigen Herausgeber Fikentscher und Neumann einen Text, in dem die Täterschaft des Nationalsozialistischen Untergrunds an der NSU-Mordserie in Frage gestellt wurde, zuerst in der NRhZ-Online und dann in leicht gekürzter Fassung im April 2014 auf ihrer Website arbeiterfotografie.com. Später reichten die beiden den Text in leicht veränderter Form zur Veröffentlichung bei der Zeitschrift Ossietzky, die nur Erstveröffentlichungen abdruckt, mit der Versicherung, dass es sich um eine Erstveröffentlichung handele, ein. Der Text wurde daraufhin in Ausgabe 13/2013 abgedruckt. Nach eigener Aussage merkte der Ossietzky-Herausgeber Otto Köhler erst nach Publikation des Textes, dass es sich nicht um eine Erstveröffentlichung handelte und welchen Inhalt der Text habe. Nach Köhler habe der Text bei Neonazis in Forenbeiträgen deutlichen Zuspruch gefunden und propagiere die dort beliebte Verschwörungstheorie, dass es sich bei der Mordserie um  „Auftragsmorde, eine Mischung aus Türken/Kurden-Clanstreitigkeiten, Schutzgelderpressung, Rauschgift usw.“ handele. Köhler warf Fikentscher und Neumann daher vor, eine „national-sozialistische Querfront eröffnet“ zu haben. Dabei wies er auch darauf hin, dass die beiden bereits seit 2009 auf arbeiterfotografie.com eine Urheberschaft Israels am Unfalltod von Jörg Haider suggeriert hätten.

### Preisverleihung an Ken Jebsen
Die im Berliner Kino Babylon geplante Verleihung des 2017er „Kölner Karls-Preises“ an Jebsen wurde vom Kinobetreiber zunächst abgesagt. Dies entsprach der Haltung des Berliner Kultursenators Klaus Lederer (Linke), der nicht wollte, dass das öffentlich geförderte Kino einem „Jahrmarkt der Verschwörungsgläubigen und Aluhüte eine Bühne“ biete.
Die NRhZ-Online ging vor Gericht mit Erfolg gegen die Kündigung des Mietvertrages vor. In der Gerichtsverhandlung gab das Kino Babylon an, dass die Absage „aufgrund des Drucks aus dem Berliner Senat“ und wegen Sicherheitsbedenken erfolgte. Die Verleihung fand in Abwesenheit von Jebsen statt, der seine Teilnahme absagte. Zur Verleihung traten als musikalische Begleitung auch Die Bandbreite und Gilad Atzmon auf. Atzmon, dem vorgeworfen wird, er bediene antisemitische Stereotype, erhielt vom Kinobetreiber Hausverbot, trat aber dennoch auf.